# Chiesa di Nostra Signora del Rosario (Livorno)

L'antica chiesa settecentesca

La chiesa di Nostra Signora del Rosario è un luogo di culto cattolico di Livorno, situato in via Mangini, nel luogo in cui si trovava la chiesa della comunità siro-maronita.

## Storia
A Livorno, la presenza di arabi e maroniti si riscontrano sin dal XVII secolo, ma solo nel Settecento alcuni confessori maroniti vennero riconosciuti ufficialmente dalle autorità granducali.
L'importanza della comunità crebbe notevolmente tanto che, nell'Ottocento, persino Raffaello De Ghantuz-Cubbe, vescovo della città tra il 1832 ed il 1840, era discendente di una famiglia aleppina.
Tracce della presenza maronita sono inoltre riscontrabili nelle lapidi sepolcrali presso il Santuario di Montenero e nel chiostro della chiesa della Madonna; disponevano anche di un altare nella chiesa di Santa Caterina, nel quartiere della Venezia Nuova.
Nel 1888 la comunità ottenne in uso una piccola cappella settecentesca in via Mangini, un tempo dedicata a Santa Maria Maddalena dei Pazzi; l'edificio, restaurato, fu aperto ai fedeli nel 1890 e successivamente fu innalzato un campanile dove, nell'aprile del 1900 furono collocate quattro campane. Nel medesimo anno la chiesa fu elevata al rango di parrocchia.
Nel secondo dopoguerra, sul luogo dell'antico tempio maronita, fu costruita una chiesa di architettura contemporanea, cancellando pertanto le tracce della struttura originaria.

## Descrizione
La chiesa attuale è un edificio in architettura moderna.
La facciata, a salienti, presenta un paramento murario in blocchi di marmo ed è sormontata da una croce. Il portale è preceduto dal sagrato, rialzato di alcuni gradini, quest'ultimo coperto con un portico a cinque fornici, in cemento. Al di sopra di esso, si aprono sei monofore affiancate. Alla destra della facciata, si eleva la torre campanaria, a pianta esagonale. Anch'essa con paramento murario in blocchi di marmo, è sormontata dalla cella campanaria, in cemento armato, all'interno della quale si trovano quattro campane.
All'interno, la chiesa si presenta con una pianta particolare, costituita da un vano centrale esagonale affiancato da due ambienti minori. Il presbiterio, sopraelevato rispetto al resto della chiesa, è costituito da elementi marmorei.

### Organo a canne
Entro due nicchie ai lati dell'ingresso, si trova l'organo a canne, costruito dai Fratelli Ruffatti nel 1965 e restaurato dalla ditta Michelotto nel 2012.
Lo strumento è a trasmissione elettronica e la sua consolle, situata nei pressi del presbiterio, ha due tastiere di 61 note ciascuna ed pedaliera concavo-radiale di 32 note. La mostra di ciascun corpo è costituita da canne di principale disposte a palizzata.